# 도망노예법
도망노예법(逃亡奴隸法, 영어: Fugitive slave laws)은 1793년과 1850년에 미국 의회를 통과한 여러 법률이며, 특정 주에서 다른 주로 또는 공유된 영토로 도망간 노예의 반환을 규정하였다.

## 개요

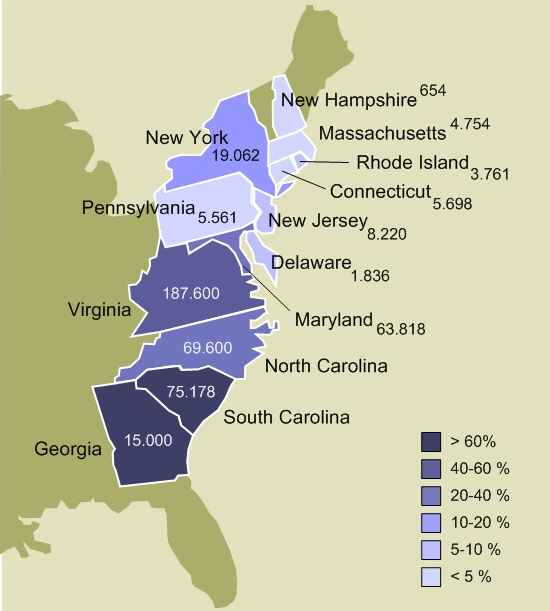
1770년 13개 식민지의 노예제도

1643년의 뉴잉글랜드 연방의 연방 약관은 도망노예의 반환에 관한 규정을 정의한 부분이 있었다. 여기에는 도망노예의 반환에 대해 식민지에 전체에서 유일하게 규정된 예였다. 한 식민지에서 다른 식민지로 노예가 종종 도주를 하였지만, 도망노예의 반환에 대해 동일한 방식을 규정할 필요가 있다고 생각하게 된 것은 반노예제 감정이 크게 확산되고, 서부 영토를 획득하고 나서의 일이었다. 1787년 북서부 조례 제6조에는 “북서부 영토로 도망쳐 온 사람에 대해, 도망온 주의 주인으로부터 그 노예의 노동 또는 용역을 합법적으로 권리 주장하는 경우, 그 도망자는 합법적인 반환 요구로 인정되어, 앞에서 말한 노동 또는 용역을 권리 주장하는 사람에게 송환된다”고 규정되어 있다.
연방정부가 설립되자 자유주와 노예주 간의 동일한 타협적 방법이 지속되었다. 미국 헌법 제4조 2절 3항 도망노예 조항은 “누구든지 한 주에서 그 법률에 적용되는 자 또는 노역에 순종하는 자가 다른 주로 도망가면, 그 주의 법률 또는 규칙에 따른 적당한 복역 또는 노동으로부터 해방되는 것은 아니며, 적당한 복역 또는 노동에 대하여 권리를 가진 당사자(원주인)의 청구에 따라 인도되어야한다”고 되어 있다.

## 1793년 법
이 주제에 관한 최초의 구체적 법률은 1793년 2월 12일에 법제화되어 북서부 조례와 미국 헌법 제4조뿐만 아니라 ‘노예’라는 말을 포함하지 않았다. 그 규정에 따라 연방 또는 순회 판사 또는 주 판사는 ‘도망자’로 여겨지는 사람의 처우를 최종적으로 배심원 재판 없이 결정할 수 있는 권한이 있었다.
이 규정은 곧 북부 주의 강한 반대에 부딪치게 되었고, 이 법을 집행하는 공무원을 견제하기 위해 “개인자유법”이 만들어졌다. 1824년의 인디애나와 1828년의 코네티컷에서 도망자가 자신에게 불리한 판결을 선고받은 경우 항소를 할 수 이는 배심원제 재판을 규정했다. 1840년의 뉴욕과 버몬트는 도망자 대한 배심원제 재판을 받을 권리를 확장하였고, 도망자에게는 변호사를 선임할 수 있게 했다. 19세기의 첫 10년간은 이미 1793년 법에 불만을 품은 개인이 미국 남부에서 캐나다 또는 뉴잉글랜드로 도망쳐 온 흑인에 대해 조직적인 지원을 하는 이른바 ‘지하 철도’(비밀 결사)의 형태를 취하기 시작했다.
1842년, “프리그 - 펜실베이니아 사건”에 대해 미국 대법원 판결은 “주 정부는 도망노예 사건에 대해 법을 강제할 수 없으며, 연방 정부에 의한 연방법으로 실행해야 한다”라고 판결을 내렸다. 매사추세츠(1843년), 버몬트주(1843년), 펜실베이니아(1847년)와 로드아일랜드주(1848년)가 주가 관리하는 《도망노예법》 집행을 금지했고, 도망노예를 위해 주 교도소를 사용하는 것을 거부했다.

## 1850년 법

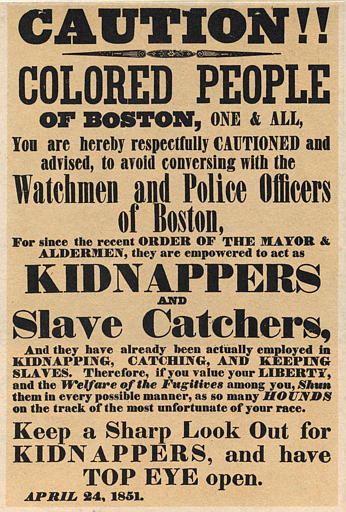
매사추세츠는 1783년에 노예제도를 폐지했지만, 1850년 제정된 도망노예법은 주 내에서 연방 정부가 노예를 잡는 체포꾼들에게 협조하도록 요구했다.

남부 주에서보다 실효성 있는 법률을 요구하는 소리가 높아지자, 버지니아 출신 미국 상원의원으로 미국헌법 제정에 참여한 조지 메이슨의 손자인 제임스 머레이 메이슨이 초안한 두 번째 도망노예법이 1850년 협정의 일부로 1850년 9월 18일에 법제화되었다. 도망노예법을 집행하는 특별 행정관이 연방 지청 및 지방 법원, 그리고 준주의 하급 법원에 상주하고, 도망자에게는 스스로 변론하는 것이 허용되지 않으며, 배심원 재판도 없어지게 되었다.
법의 집행을 거부하는 보안관, 도망자를 놓친 보안관과 흑인을 도망가게 도운 개인에게는 벌금이 부과됐다. 보안관은 민병대를 소집할 수 있었다. 원고에게 유리한 판결을 내린 행정관에게는 10달러가 지불되고, 도망자에게 유리한 판결을 내릴 때는 5달러가 지불되었다. 도주 사실 및 도망자를 확인하는 것 모두 일방적인 증언만으로 결정되었다. 도망 노예가 원 주인에게 반환될 경우, 노예를 데리고 온 사람은 노예 1인당 10달러가 지불되었다. 이 금액은 2013년 기준으로 환산해 257달러에 해당한다.
그러나 엄격해진 법적용과 이것을 악용한 것들이 결합되어 원래의 목적이 무효화되어 버렸다. 노예제도 폐지 운동가들의 수가 증가했고, ‘지하 철도’는 보다 효율적으로 움직였으며, 버몬트(1850년), 코네티컷(1854년), 로드아일랜드주(1854년), 매사추세츠(1855년 ), 미시간(1855년), 메인(1855년 및 1857년)과 위스콘신(1858년)에는 새로운 《개인자유법》이 법제화되었다. 이러한 《개인자유법》에는 사법관이나 판사가 청구를 알 수 없게 하는 인신보호법과 도망자에 대한 배심원제 재판 권한을 확대하고 허위 증언을 엄격히 처벌했다. 1856년 위스콘신주 대법원은 도망노예법이 위헌이라고 선언할때까지 유지되었다.
이러한 주법은 사우스캐롤라이나가 후에 미합중국으로부터 탈퇴를 정당화하기 위해 사용한 명분 중의 하나가 되었다. 1850년 법을 실효성 있게 만들기 위한 노력은 많은 고통을 수반하였다. 1851년 보스턴에서 심즈와 쉐이드랙의 체포, 같은 해 여름, 뉴욕 시러큐스에서 제리 M 헨리의 체포, 1854년 보스턴에서 앤서니 번스의 체포, 1856년 신시내티에서 가너가 2인의 체포 등 1850년 도망노예법 하에 일어난 많은 사건은 준주에서의 노예제에 관한 논의뿐만 아니라 남북전쟁으로 이어지는 큰 요인이 되었다.

## 남북 전쟁 시대
남북전쟁 개전과 동시에 노예의 법적 위치는 소유주에 따라 변화되었다. 1861년 5월, 벤자민 프랭클린 버틀러는 흑인 노예가 전리품(‘콘트라밴드’)이라고 선언했다. 전리품 압수법이 1861년 8월에 제정되었고, 미국 정부에 대해 반란을 원조, 장려와 관련된 노예는 노역형에 처해졌다. 1862년 7월 17일 법에 의해, 북군이 점령한 영토 내에 있는 불성실한 주인의 노예는 모두 “사실상” 자유의 몸이 선언되었다. 하지만 아직 미국 정부를 충실히 따르는 주인으로부터 도망한 자의 경우에는 여전히 도망노예법이 유효했으며, 1864년 6월 28일이 되어서야 1850년에 제정된 도망노예법이 폐지되고, 최초로 무효화되었다.

## 참고 자료
- Stanley W. Campbell, The Slave Catchers: Enforcement of the Fugitive Slave Law, 1850-1860 (1970) 보관됨 2012-06-26 - 웨이백 머신
- Don E. Fehrenbacher, The Slaveholding Republic : An Account of the United States Government's Relations to Slavery (2002)